# CRISPR-Cas13
CRISPR-Cas13 também conhecido como CRISPR-Cas Tipo VI, RNA-alvo CRISPR-Cas13a e anteriormente conhecido como C2c2  é uma tecnologia de edição de ácido nucleico, particularmente no nível de RNA, análoga ao sistema CRISPR/Cas9. O sistema CRISPR-Cas Tipo VI contêm o programável efetor único guiado RNA com RNases Cas13 e pode ser manipulado para derrubar (knockdown) e ligar (binding) ARN de células de mamíferos. CRISPR-Cas13 pode ser usado como uma plataforma flexível para estudar RNA em células de mamíferos e para o desenvolvimento terapêutico.  Cas-13 foi descoberto pela primeira vez em L. shahii, uma espécie da bactéria Leptotrichia, enquanto os pesquisadores procuravam sistemas CRISPR não identificados anteriormente.
O CRISPR-Cas13 pode trabalhar com vírus para fins explícitos de pesquisa, como investigação de ciclos virais. A possível utilização no cenário clínico exigirá o desenvolvimento de uma estratégia de entrega e estudos com animais.  O CRISPR-Cas13 pode atingir mais de 350 dos 396 vírus ssRNA conhecidos associados a seres humanos. Duas variantes da proteína, LwaCas13a (de Leptotrichia wadeii) e PspCas13b (de Prevotella sp. P5-125), têm atividade antiviral significativa. O CRISPR-Cas13 pode trabalhar com vírus para fins explícitos de pesquisa, como investigação de ciclos virais.

## Platafomas para diagnóstico
A nuclease Cas13 foi a inovação que levou ao desenvolvimento da ferramenta de diagnóstico, denominada SHERLOCK (Specific Enzymatic Reporter UnLOCKing), que utiliza fios de RNA sintético para criar um sinal após o corte. O Cas13 cortará esse RNA depois de cortar seu alvo original, liberando a molécula de sinalização. O resultado final é uma leitura que informa ao usuário se o destino inicial ainda está presente. SHELOCK está trabalhando com o Cas14, bem como o Cas12 e o Cas13, em sua plataforma de diagnóstico.
CARVER (restrição de expressão e leitura viral assistida por Cas13), um sistema que utiliza a enzima CRISPR Cas13, que “direciona naturalmente o RNA viral a bactérias. A propriedade dessa plataforma permitiu que os pesquisadores detectassem e destruíssem com êxito três vírus de RNA: vírus influenza A, vírus de coriomeningite linfocítica e vírus de estomatite vesicular.

### COVID-19
Em maio de 2020, o FDA concedeu uma autorização de emergência para um teste baseado no CRISPR que pode diagnosticar o COVID-19 em cerca de uma hora. O teste usa a enzima Cas13a para identificar uma sequência de RNA exclusiva da SARS-CoV-2. O teste rápido foi projetado para fornecer um resultado COVID-19 em cerca de uma hora, sem equipamento de laboratório especializado.